# Hokah
La ville de Hokah est située dans le comté de Houston, dans l’État du Minnesota, aux États-Unis. Lors du recensement de 2010, elle comptait 580 habitants.

## Source
- (en) Cet article est partiellement ou en totalité issu de l’article de Wikipédia en anglais intitulé « Hokah, Minnesota » (voir la liste des auteurs).